# (31552) 1999 EJ
1999 إي جاي (ويعرف أيضًا باسم (31552) 1999 إي جاي وفق تسمية الكوكب الصغير) (بالإنجليزية: 1999 EJ)‏ هو كويكب ضمن حزام الكويكبات؛ وترتيبه 31552 من حيث الاكتشاف.
اكتُشف هذا الجُرم الفلكي بواسطة جون بروفتون في 7 مارس 1999.

## وصلات خارجية
- (31552) 1999 EJ في قاعدة بيانات مختبر الدفع النفاث لأجرام النظام الشمسي الصغيرة

- الاكتشاف · مخطط المدار ·  العناصر المدارية · المعلمات المادية

- (31552) 1999 EJ على موقع ويكي سكاي: DSS2, SDSS, GALEX, IRAS, Hydrogen α, X-Ray, Astrophoto, Sky Map, Articles and images